# Азилсартан
Азилсартан — синтетичний антигіпертензивний препарат, що належить до групи антагоністів рецепторів ангіотензину-ІІ, для перорального застосування. Серед іншого, використовується для лікування гіпертонії.
Азилсартан розроблений компанією «Takeda», та розповсюджується нею під торговельною маркою «Едарбі».

## Фармакологічні властивості
Азилсартан — синтетичний лікарський препарат, що належить до групи антагоністів рецепторів ангіотензину-ІІ. Механізм дії препарату полягає у блокуванні зв'язування ангіотензину-ІІ з рецепторами ангіотензину-І, що приводить до вазоділятації, зниженні виділення альдостерону, зниження реабсорбції натрію у нирках. Усі ці ефекти комплексі забезпечують антигіпертензивний ефект лікарського засобу. Блокування рецепторів ангіотензину-І призводить до підвищення рівня реніну у крові, але підвищення рівня реніну не впливає на антигіпертензивну дію азилсартану. Препарат схвалений FDA для лікування артеріальної гіпертензії 25 лютого 2011 року.

### Фармакодинаміка
Азилсартан добре всмоктується у шлунково-кишковому тракті, біодоступність препарату становить 60 %. Максимальна концентрація в крові досягається протягом 1,5—3 годин. Азилсартан добре зв'язується з білками плазми крові. Препарат проникає через плацентарний бар'єр. Не проводилися дослідження щодо виділення препарату в грудне молоко. Метаболізується азилсартан в печінці. Виводиться препарат із організму переважно із калом у вигляді метаболітів, частково виводиться із сечею. Період напіввиведення препарату становить 11 годин, цей час може збільшуватися при порушеннях функції нирок та печінки.

## Показання до застосування
Азилсартан застосовується для лікування гіпертонічної хвороби у дорослих, як самостійно, так і у комбінації з іншими препаратами (найчастіше із амлодипіном). При клінічних дослідженнях не встановлено впливу азилсартану на частоту серцево-судинних подій. тому він не затверджений для лікування інших станів, крім артеріальної гіпертензії.

## Побічна дія
При застосуванні азилсартану можливі наступні побічні ефекти: часто (1—10 %) запаморочення, діарея, підвищення рівня креатинфосфокінази в крові; нечасто (0,1—1 %) артеріальна гіпотензія, швидка втомлюваність, периферичні набряки, підвищення концентрації креатиніну та сечовини в крові, підвищення рівня сечової кислоти в крові; рідко (0,01—0,1 %) набряк Квінке, анемія, зниження гематокриту.

## Протипокази
Азилсартан протипоказаний при підвищеній чутливості до препарату, вагітності та годуванні грудьми, у дитячому та підлітковому віці. Препарат не застосовується сумісно із аліскіреном при цукровому діабеті. З обережністю препарат застосовують при важкій печінковій та нирковій недостатності.

## Форми випуску
Азилсартан випускається у вигляді таблеток по 0,02; 0,004 та 0,08 г. Азилсартан разом із хлорталідоном входить до складу комбінованого препарату «ЕдарбіКлор».

## Синоніми
- Азилсартану медоксоміл.